# Poliesportiva l'Alguer
Poliesportiva l'Alguer va ser el principal club de futbol de la ciutat de l'Alguer.
La temporada 2007-2008 va militar a la Sèrie D, finalitzant la temporada en el 4t lloc i jugant les eliminatòries per a la promoció. Finalment, com un dels 5 millors equips dels playoffs, va pujar a la Serie C2, actualment anomenada Lega Pro Seconda Divisione.
La temporada 2008-2009, en la Serie C2, l'equip va finalitzar en la 13a posició, empatat a punts amb el Montichiari, però va aconseguir evitar els playoffs de descens per tenir millors estadístiques.
Com a conseqüència de la fallida econòmica del club el 2010, el club es va dissoldre.